# 현풍읍

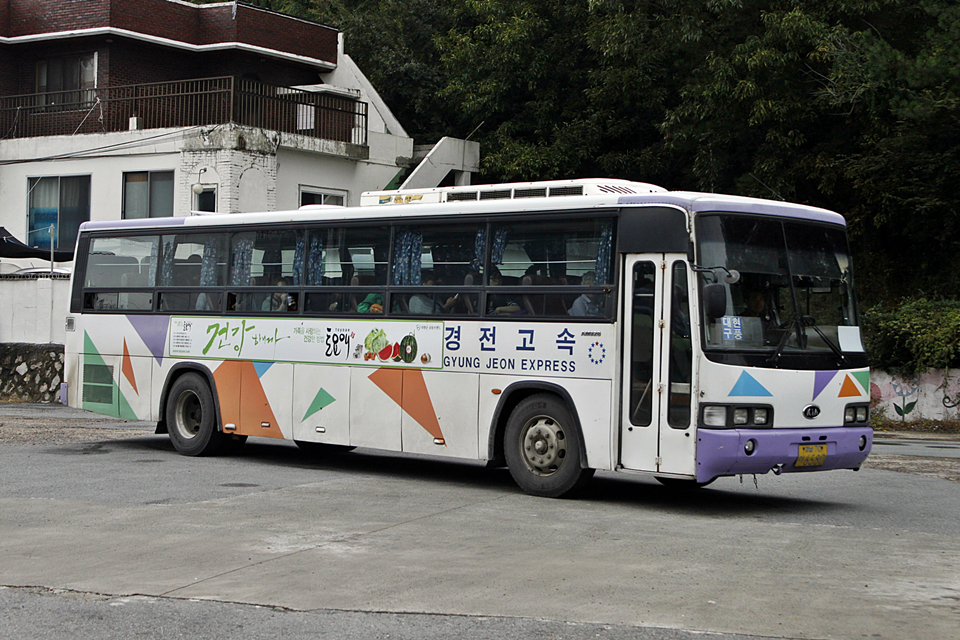
현풍시외버스정류장에서 대기 중인 경전여객 소속 AM928 차량

현풍읍(玄風邑)은 대한민국 대구광역시 달성군에 있는 읍이다. 달성군 서남부에 있고, 나들목을 겸하는 현풍 분기점 및 현풍공영버스정류장이 있는 교통의 요지다. 2014년에 성하리에 달성종합스포츠파크가 개장하였다.
대구테크노폴리스 조성 사업으로 유가읍과 함께 인구가 증가하고 있으며, 2018년 11월 읍으로 승격됐다.

## 역사
- 1895년 음력 윤5월 1일 대구부 현풍군 현내면, 서부면, 마산면, 모로면[1]
- 1896년 8월 4일 경상북도 현풍군 현내면, 서부면, 마산면, 모로면[2]
- 1911년 10월 2일 경상북도 현풍군 현내면, 마산면[3][4]
- 1914년 4월 1일 경상북도 달성군 현풍면[5]

| 조선총독부령 제111호                                |                                   |
| 구 행정구역                                         | 신 행정구역                       |
| 현풍군 현내면 상동/교동·중동·하동·부동              | 달성군 현풍면 상동·중동·하동·부동 |
| 현풍군 구 서부면 수문동/성하동/야동·원교동/화동     | 달성군 현풍면 성하동·원교동       |
| 현풍군 마산면 대동/호항동·지동/원당동·신기동/차천동 | 달성군 현풍면 지동·대동·신기동    |
| 현풍군 구 모로면 오산동/흘포동·자모동/여기동        | 달성군 현풍면 오산동·자모동       |
- 1995년 3월 1일 대구광역시 달성군 현풍면[6]
- 2018년 11월 1일 대구광역시 달성군 현풍읍 승격.

## 행정 구역
- 상리(上)(1∼2)
- 중리(中)(1∼4)
- 하리(下)
- 부리(釜)(1∼4): 행정복지센터 소재지.
- 성하리(城下)(1∼3)
- 원교리(院橋)(1∼3)
- 자모리(自慕)
- 오산리(午山)(1∼2)
- 지리(池)(1∼2)
- 대리(大)(1∼2)
- 신기리(新基)

## 교육
- 대구현풍초등학교
- 대구포산초등학교
- 현풍중학교
- 현풍고등학교
- 포산고등학교
- 한울안중학교 (대안학교)

## 아파트
| 단지명                      | 건설사         | 시행사                                               | 주소                       | 입주        | 비고 |
| --------------------------- | -------------- | ---------------------------------------------------- | -------------------------- | ----------- | ---- |
| 테크노폴리스 일동 미라주    | ㈜일동         | ㈜태하건설                                           | 테크노북로2길 9 (중리)     | 2017년 2월  |      |
| 테크노폴리스 남해오네뜨 1차 | 남해종합건설㈜ | 남해주택건설㈜                                       | 테크노북로4길 11 (중리)    | 2015년 9월  |      |
| 테크노폴리스 제일풍경채     | ㈜제일건설     | 제일풍경채㈜                                         | 테크노상업로 49 (중리)     | 2016년 7월  |      |
| 테크노폴리스 서한이다음     | ㈜서한         | ㈜서한                                               | 테크노상업로 33 (중리)     | 2014년 11월 |      |
| 대구국가산단 서한이다음     | ㈜서한         | ㈜서한카이트제십일호기업형임대위탁관리부동산투자회사 | 국가산단대로70길 41 (대리) | 2019년 11월 |      |

## 명소
- 한훤당 고택
- 현풍곽씨십이정려각